# سکانر مد فلستربو
شهر سکانر مد فلستربو (به سوئدی: Skanör med Falsterbo) در ناحیه شهری ولینیه در کشور سوئد واقع شده‌است. جمعیت این شهر ۱۲۶۵٫۴۷  نفر است.

## نگارخانه

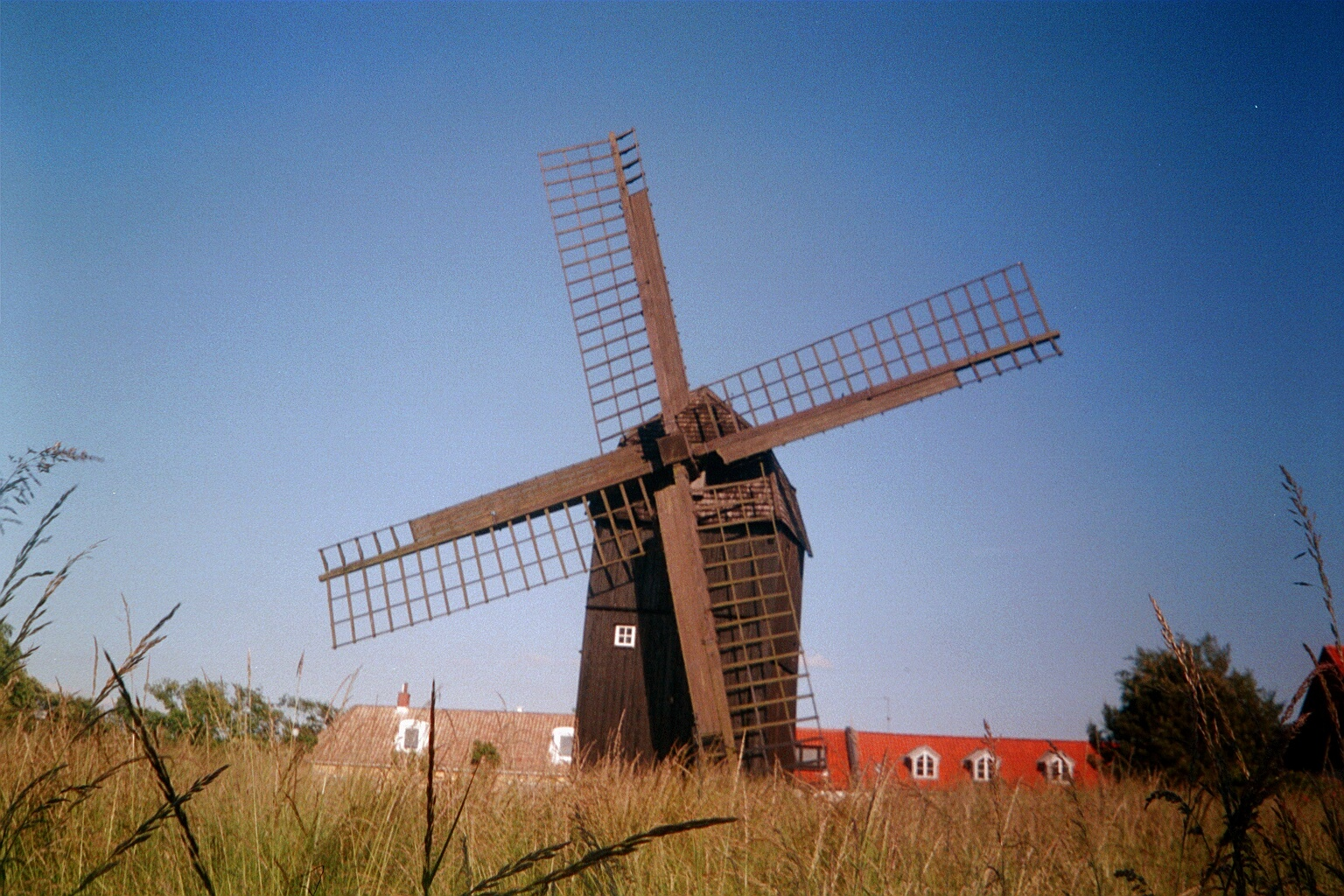
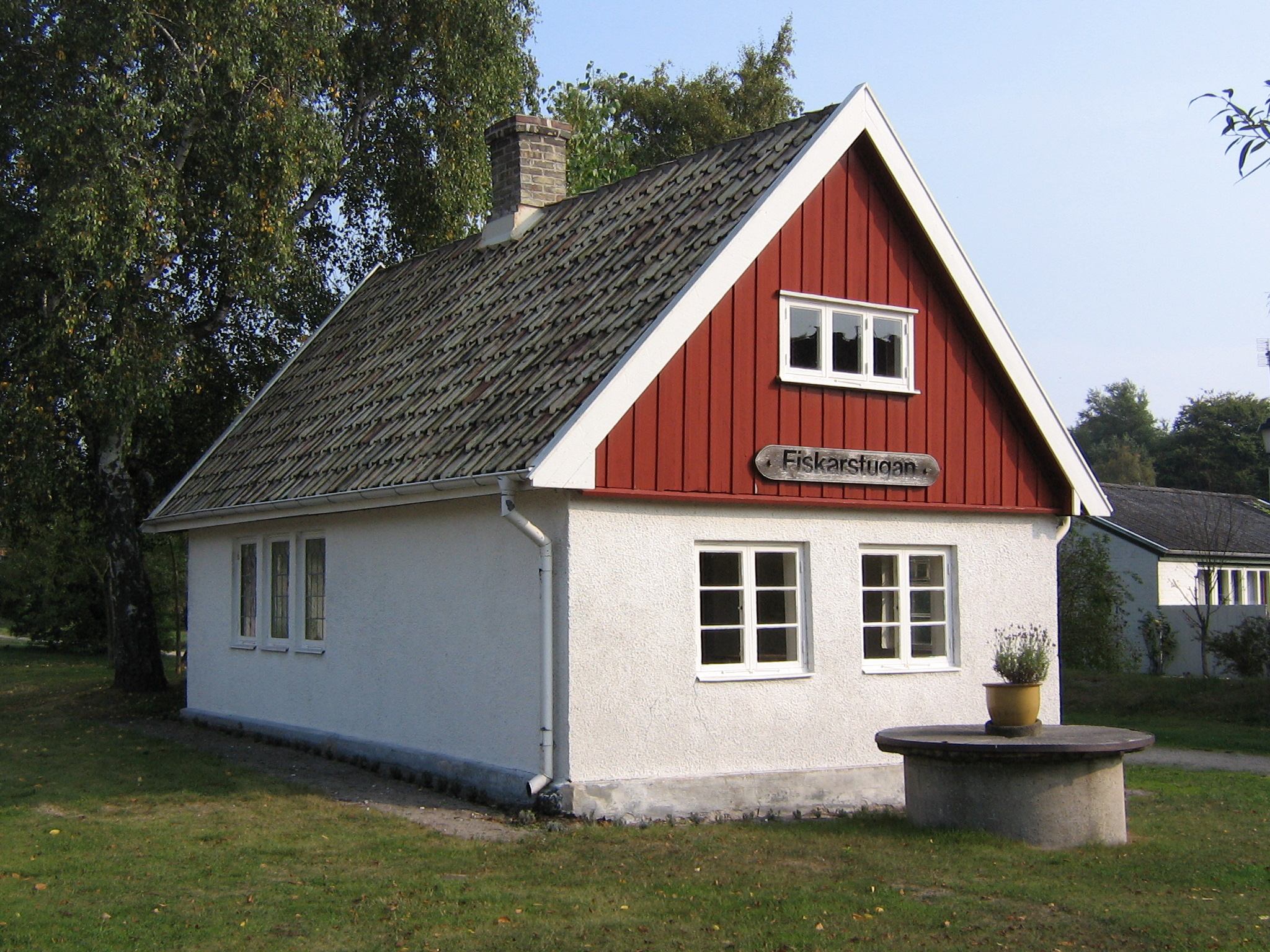
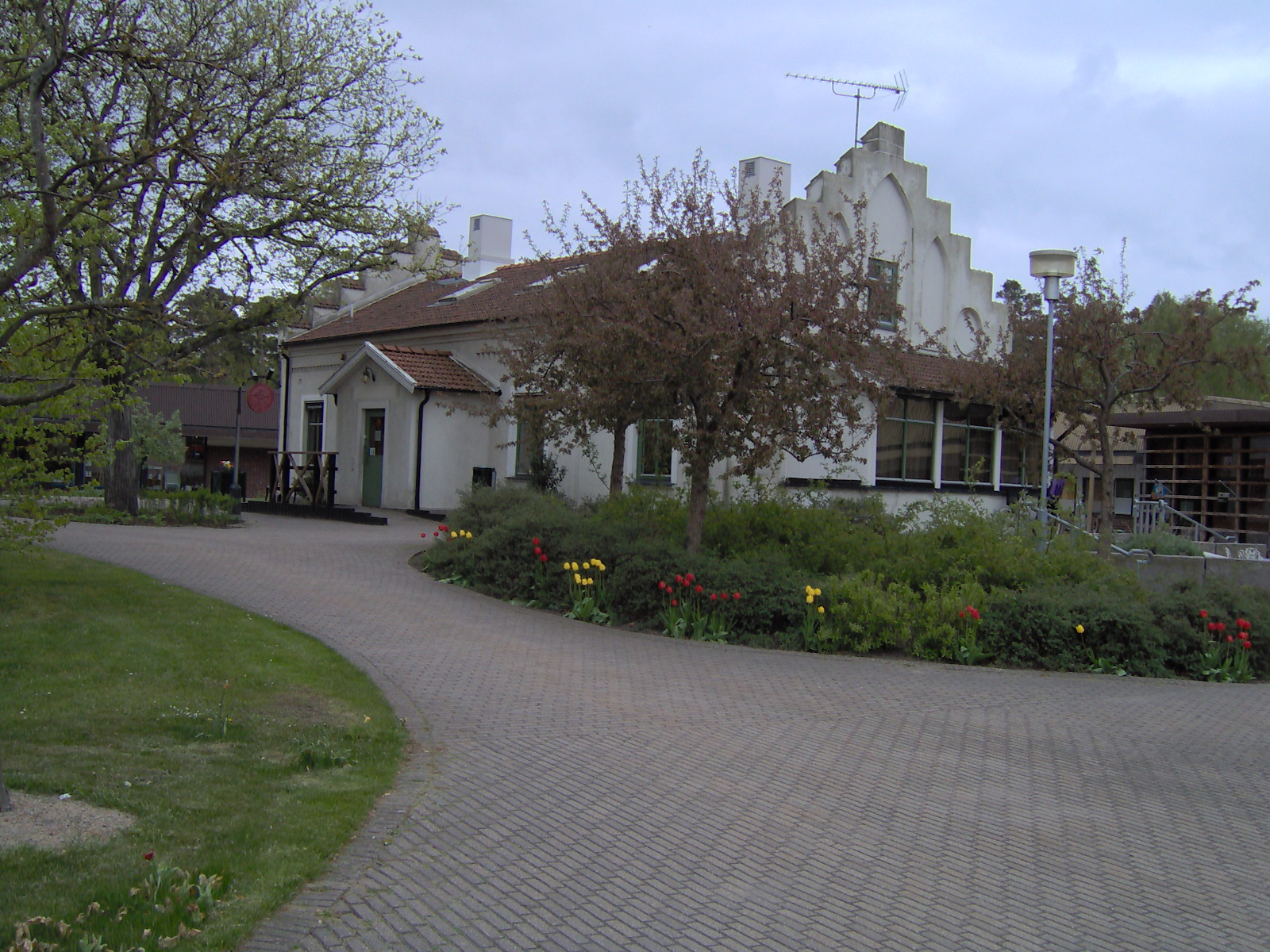
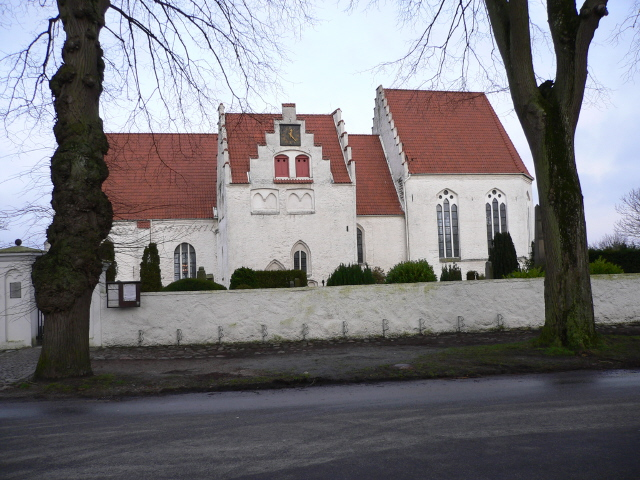